# Andrij Nesterov
Andrij V"jačeslavovyč Nesterov (in ucraino Андрій В'ячеславович Нестеров?; Zaporižžja, 2 luglio 1990) è un calciatore ucraino, difensore dello Zvjahel'.

## Carriera
Ha giocato nella prima divisione dei campionati ucraino, moldavo ed ungherese.

## Palmarès

### Club

#### Competizioni nazionali
- Perša Liha: 1

Polіssja Žytomyr: 2022-2023